# Klinika za psihijatriju Vrapče
Klinika za psihijatriju Vrapče je klinika u Zagrebu, na predjelu Vrapču.

## Povijest
Najstarija je i najveća psihijatrijska ustanova u Zagrebu, a projektirao ju je 1877. godine Kuno Waidmann. Jedina je zgrada namjenski građena za potrebe psihijatrijskog liječenja. Zavod je osnovan 15. studenoga 1879. godine, kad je Vrapče još bilo selo izvan Zagreba. Podignuto za banovanja Ivana Mažuranića po zaključku hrvatskog sabora 1878. i 1879. godine. Prvotna organizacija bila je: odjel na nemirne i mirne muškarce, odjel za nemirne i mirne žene, odjel za nečiste muškarce i nečiste žene i dr. Vremenom su dodavani novi odjeli i bolnica je nekoliko puta potpuno reorganizirana. 1930-ih su bile najveće reorganizacije. Velike reorganizacije bile su malo prije obilježavanja 100. obljetnice Bolnice. Nove velike reorganizacije bile su nakon osamostaljenja Hrvatske početkom devedesetih godina te nakon što je Bolnica kao cjelina dobila status klinike 2011. godine. Uvjete iz Pravilnika o uvjetima koje moraju ispunjavati zdravstvene ustanove ili dijelovi zdravstvenih ustanova za dodjelu naziva klinika ili klinička bolnica („N.N.“, br. 119/03, 11/04), Bolnica je ispunila značajno prije nego što je krajem 2008. godine podnesen zahtjev za dodjelu statusa klinike. Status klinike je dobila 2010., a veljače 2011. Skupština grada Zagreba prihvatila je promjenu imena Psihijatrijske bolnice Vrapče u Klinika za psihijatriju Vrapče.
U sklopu klinike nalazi se Župna crkva Presvetog Srca Isusova, izgrađena 2008. godine.

## Ustroj
Tijekom 2011. Stručno vijeće usuglasilo je i predložilo novi ustroj Bolnice kojeg je prihvatilo i donijelo Upravno vijeće Bolnice na sjednici od 17. listopada 2011. godine. Današnji ustroj je od 1. siječnja 2012. godine. Unutarnja organizacija Bolnice sadrži ustrojstvene jedinice koje obnašaju stacionarnu i polikliničko konzilijarnu zdravstvenu zaštitu,    zajedničke medicinske, specijalističko dijagnostičke i ljekarničke poslove te zajedničke administrativne poslove tehničke poslove i poslove prehrane. Djeluju razni zavodi:
- Zavod za dijagnostiku i intenzivno liječenje s odjelima za prve psihotične poremećaje i urgentnu psihijatriju
- Zavodi za integralnu psihijatriju
- Zavodi za liječenje i rehabilitaciju s odjelima za oboljele od sch. i sl. bolesti, za oboljele od depresije te odjel za psihosocijalne metode liječenja i radnu terapiju
- Zavod za socijalnu psihijatriju s dnevnom bolnicom, polikliničko-konzilijarnom psihijatrijskom službom, odjelom za rehabilitaciju u zajednici i odjelom za neuroze i granična stanja (odjel smješten u Podsusedu 45°49′07″N 15°49′53″E / 45.818554°N 15.831340°E)
- Zavod za produženo liječenje
- Zajedničke medicinske, specijalističko dijagnostičke i suradne jedinice
- Jedinica za unapređenje kvalitete zdravstvene zaštite
- Zavod za psihijatrijska istraživanja
- Zavod za liječenje ovisnosti (odjeli za ovisnike o alkoholu, drogama, dnevna bolnica za ovisnike o alkoholu)
- Zavod za dualne poremećaje
- Zavod za biologijsku psihijatriju i psihogerijatriju
- Zavod za psihofiziologiju i organski uvjetovane poremećaje
- Zavod za forenzičku psihijatriju. Centar za forenzičku psihijatriju završen je 30. rujna 2019. godine.
- Ustrojstvene jedinice nemedicinskih djelatnosti

## Izdavaštvo
Od 1909. godine do danas u izdanju Bolnice objavljena je 41 knjiga iz svih područja psihijatrije: psihofarmakologije, psihoterapije, socijalne psihijatrije, neurofiziologije, forenzične psihijatrije, alkoholizma i drugih ovisnosti, gerontopsihijatrije, rehabilitacije.

## Zaštita
Kompleks Psihijatrijske bolnice Vrapče je zaštićeno kulturno dobro.